# Драгомір
Драгомір (рум. Dragomir) — село у повіті Бакеу в Румунії. Входить до складу комуни Берзунць.
Село розташоване на відстані 223 км на північ від Бухареста, 28 км на південний захід від Бакеу, 110 км на південний захід від Ясс, 115 км на північний схід від Брашова.

## Населення
За даними перепису населення 2002 року у селі проживали 2074 особи. Рідною мовою 2070 осіб (99,8%) назвали румунську.
Національний склад населення села:
| Національність | Кількість осіб | Відсоток |
| -------------- | -------------- | -------- |
| румуни         | 1455           | 70,2%    |
| цигани         | 618            | 29,8%    |